# 藤原家隆

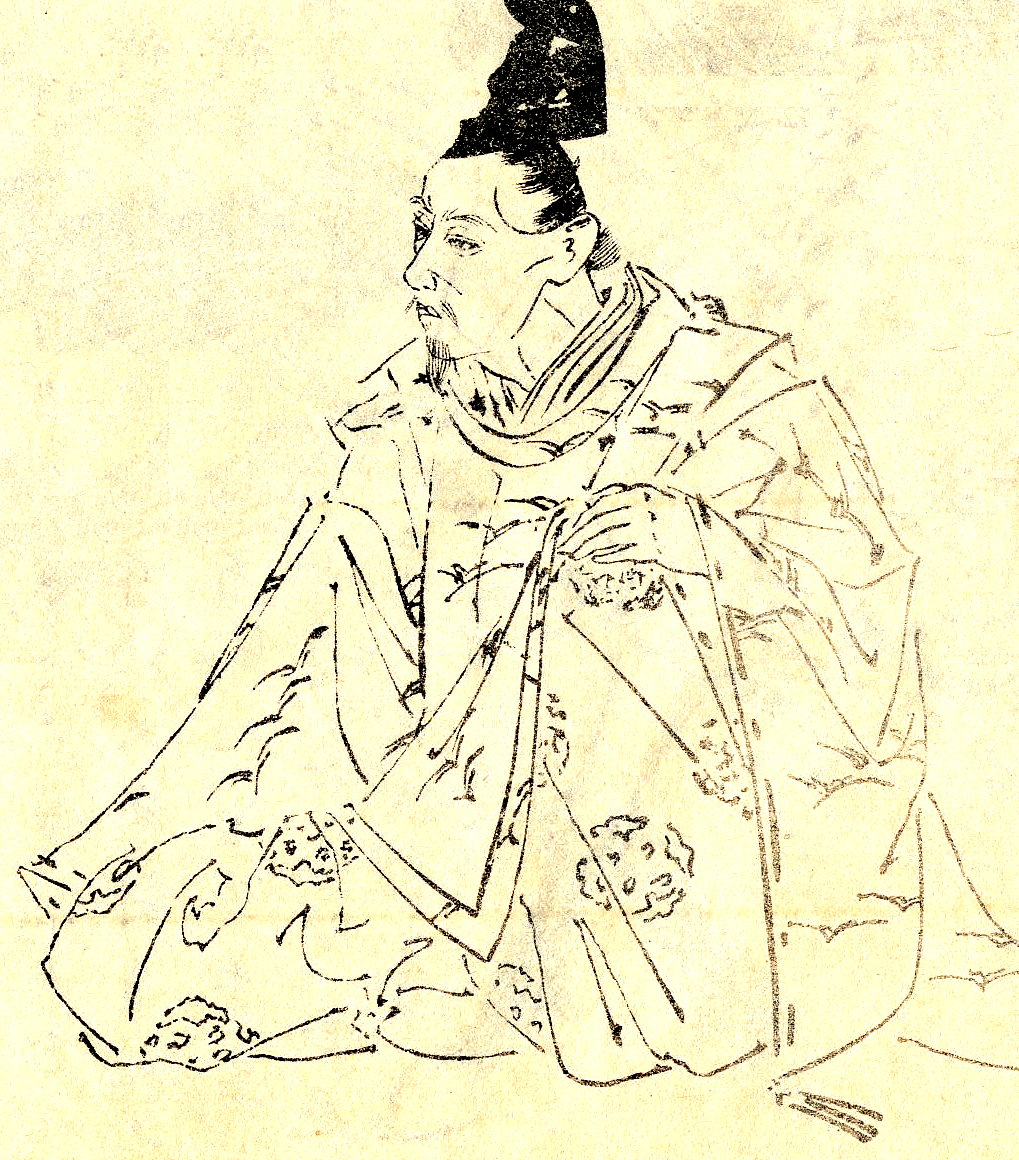
藤原家隆

藤原家隆（藤原家隆，1158年—1237年5月5日）是一位日本鎌倉時代的和歌詩人。